# Лисиничи (Львов)
Лисиничи — местность Пустомытовского района Львова, что находится западнее улицы Богдановской и севернее улицы Лычаковской.

## История
Лисиничи — часть пригородного села Лисиничи, что в силу исторических обстоятельств вошла в состав Львова. Село Лисиничи расположено в 5 км от Львова, но с интенсивной застройкой город подходит вплотную к села. Относительно названия, по народным преданиям, первоначальная — «Лисиничи» — от слова «лес», потому что в древности здесь был дремучий смешанный лес. Другая версия — название происходит от слова «лис», якобы в лесистой местности водилось много лисиц. Первое письменное упоминание о Лисиничи датирована 1411 годом. Когда «Мычко с Куликова заложил в Львове часовню святого Михаила и записал её вместе с селом Лисиничи львовским доминиканцам». На территории Чертовой скалы археологи нашли остатки культуры времен короля Даниила Согласно преданию, село возникло в XI—XIII ст., первыми поселенцами были охотники, которые нашли себе защиту от татар за достаточно высокой (414 м над уровнем моря) Чертовой скалой (на самом деле — конгрегация нескольких различных по высоте и величине скал). Хотя название скалы «Чертова» — современная. Ранее скалу называли «Чатова», потому, что местные жители с неё караулили за подходом татар. Привлекают внимание исторические события, связанные со скалой: Высокий Замок, Лысая гора, а также Чертова (Чатова) скала были наблюдательными пунктами, на которых находились княжеские чаты, что охраняли подступы к древнего Львова. Распространена в Галичине легенда о «чортівські названия» не обошла и скалы: черт нос большой камень, чтобы завалить им собор святого Юра, как вдруг зазвонил соборный колокол. Перепугавшись, черт споткнулся, упал и под тяжестью своей ноши провалился под землю, а из камня образовалось конгрегации скал. В середине XIX в. известный исследователь истории Галицко-Волынского княжества Исидор Шараневич утверждал, что первоначальный Львов должен был лежать на Чертовой скалы, поскольку на то время она была самым высоким местом на этих просторах. Именно оттуда, согласно его предположению, можно было увидеть большую пожар в Холме, о которой упомянуто в Галицко-Волынской летописи. Поэтому существовало ли в древности на Чертовой скалы некое укрепления? Историк Людвик Зелинский, который в XIX в. исследовал эту территорию, в журнале «Львовянин» писал, что были руины некоего языческого замка, датированные YIII ст., — когда в скалах делали оборонительные сооружения. В народе, относительно этого, есть несколько переводов. Один из них — на скале был замок некоего боярина Игоря, названный Орлиным. Может, именно поэтому одна из скал, самая высокая, имеет название «Орлиное гнездо». Во времена Австрии скалу превратили в каменоломню. Интересное свойство приписывают крестьяне скалы, считая, что она бережет село от града и бури. Однако как только облака закроют верхушки деревьев, — значит к длительного ненастья. «Закурил черт файку», — шутят лисиничане. Старожилы утверждают, что во время войны немцы хотели взорвать скалу и проложить прямую дорогу к Львова, однако геодезисты исследовали, что глубоко под скалой есть подземное море, и только это спасло её от уничтожения. Чертова скала и лес были собственностью семьи Сапоровських, которые подарили их львовским монашкам-бенедиктинкам. Во второй половине XIX ст., в 1881 году (по другим данным, 1904 — 1906рр.), монашки построили под скалой монастырь, где жили летом, а впоследствии достроили костел. Интересно, что в краеведческих источниках есть упоминание о первый монастырь, построенный в 1595 году сестрами Шариповськими из Коломыи, которые поменяли свои земли в Коломые на Чертову скалу и Лисиничи. С 1939 года и до сих пор в этом помещении — местная неполная средняя школа. Недавние археологические раскопки, которые на территории Чертовой скалы проводили специалисты Института украиноведения имени. И. Крипяковича НАН Украины, открыли древний охотничий лагерь-поселения на территории современного Львова нашли остатки материальной культуры времен короля Даниила и его сына Льва. О предприимчивость местных крестьян свидетельствует то, что в 1847 году в селе было 5 кабаков. Еще и до сих пор территория между Лисиничами и Винниками (недалеко от Львовского областного госпиталя) называется «Приманка», — по названию расположенной некогда здесь корчмы. В конце XIX в. в селе действовали пивоварня и три табачные лавки. На лисиницьких землях воевал, среди других, и Богдан Хмельницкий Интересные периоды истории Лисинич касаются времен войны под предводительством Богдана Хмельницкого. Мемориальная доска, установленная 1979 года в клубе, свидетельствует, что на территории села был главный казацкий лагерь войска Хмельницкого. Его штаб располагался при Глинянському пути . Войско Богдана Хмельницкого в ночь с 7 на 8 октября подошло под стены города. Лисиничани верят, что сам гетман с Чертовой скалы наблюдал за расположением лагеря между селами Лисиничи и Кривчицы. Оттуда и пошло название урочища «Лагеря». Одна из скал на которой якобы находились казацкие разведчики, одетые в шкуры, до сих пор называется «Скин». (Это не о скалу легенда!!! Это про гору Жупан, которая расположена чуть южнее, при въезде в Винники со стороны Львова.) С лисиницьких полей 9 октября начал своё наступление казацко-крестьянское войско. На западной территории села происходили вооруженные столкновения казаков с поляками. Здесь хоронили погибших. Отсюда и название этой части села — Могилиці. Не менее интересна и история битвы, которая происходила на этих землях 1675 года. 24 августа началась битва за Львов между войском Яна Собеского и турецкой ордой. Бой затягивался, и на помощь королю пришло само небо: появились черные тучи и сначала пошел сильный ливень, а потом — снег. Татары восприняли такую аномалию как предостережение Аллаха и бросились бежать с поля боя. В историческом музее есть картина, нарисованная неизвестным художником, очевидно, современником этой битвы. В 1925 году, в честь 250-летия битвы был сооружен памятник, символизирующий победу христиан над басурманами. Однако в годы советской власти его разрушили, теперь частично воспроизведен. Гордость села — памятник Кобзарю и народный духовой оркестр В начале XX в. в Лисиничах было организовано читальню «Просвита», которая вела активную культурно-образовательную деятельность. По инициативе местных жителей, в 1908 году в селе создан духовой оркестр. Один из первых руководителей оркестра — композитор, автор многих стрелковых песен Михаил Гайворонский. Оркестр существует до сих пор, и для многих оркестрантов занятия музыкой переросло в профессию. Среди бывших участников этого, сегодня уже народного коллектива, известный музыкант Мирон Блощичак, Андрей Мільчук, — член группы Олега Кульчицкого, Андрей Москва — дирижер военного оркестра в Киеве, ряд других. А в церкви, на Рождество, Пасху, или храмовый праздник святой Параскевы литургию отправляют под аккомпанемент духового оркестра. Гордостью села есть памятник Тарасу Шевченко, первый в Галичине, поставленный в 1911 году, в честь 50-летия со дня смерти Кобзаря. Сельские умельцы постарались сделать его вроде первоначальной могилы Шевченко на Чернечьей горе. Из камней выложили пирамиду, увенчали крестом. Открытие памятника было чрезвычайно торжественным: на площади возле «Просвещения» и церкви, украшенной национальными знаменами и хоругвями, собралось все село. Прибыли гости из Львова, Винник, близлежащих сел. Возле памятника стояла почетный военный караул, отдать дань поэту пришли воины-галичане, которые служили в австрийском уланском полку на лычаковском кладбище. К 100-летию со дня смерти поэта памятник несколько изменили: вместо креста установили бронзовый бюст Кобзаря. Добрая традиция отмечать годовщину Шевченко сохранилась в Лисиничах до сих пор. Человеческая память хранит прошлое С первых дней провозглашения ЗУНР непосредственное участие в событиях 1 ноября принимали и лисиничани: Петр Бубела, товарищ Євгена Коновальца, входил в штаб руководства восстания во Львове, Шинаровський Михаил (после войны работал в селе Керница Городокского района учителем немецкого языка, впоследствии директором школы, был брошен в Березу Картузьку, выслан в г. Вяземськ Хабаровского края вместе с женой Марией и двумя маленькими детьми), Михалюк Андрей, Бедрий Дмитрий, много других. Особенно ожесточенные бои на территории села шли зимой 1919 года. Похороны сечевиков происходил на сельском кладбище. Современный памятник — фактически третий на стрелецкой могиле (авторы Роман Романович и Николай Обітняк). Еще один страшный отголоски войны сохраняет человеческая память, — крематорий в Лисиничском лесу, где с июня по ноябрь 1943 года сожгли более 170 тис.трупів. Старшие люди вспоминают, что дым и запах сожженного человеческого тела окутал все село и никто не имел права приблизиться к этому страшному месту. Навеки остались в этой земли військовополоні итальянцы, бельгийцы, французы, — свидетельствуют показания бывших заключенных. Правдоподобно, здесь были сожженные трупы ученых, расстрелянных на Вулецьких возвышенности"ях. Не обошли села и годы сталинских репрессий. Понесли массовых депортаций в Сибирь лисиничани. Часть вернулась домой, а многие остались навеки в сибирской земле. Вот такая славная история одного села. Современные Лисиничи — плохие дороги, нет средней школы. Полнейшим абсурдом считают местные жители принадлежность Лисинич к Пустомытовского района. Удаленность от области 5 км, а от районного центра около 30-ти. Любимые некогда места отдыха в прилісовій полосе теперь захламлены мусором, озеро отдано в собственность агрофирмы «Провесинь», купаться там не только запрещено, но и опасно, учитывая запах воды. Неизменной осталась лишь Чертова скала.